# Claudio Grassi
Claudio Grassi (Reggio Emilia, 12 novembre 1955) è un politico italiano, presidente dell'Assemblea nazionale di Sinistra Italiana dal 2019 al 2022.

## Biografia
Nato a Reggio Emilia e residente a Bibbiano, nel 1973 ha iniziato a lavorare in fabbrica come operaio, restandovi fino al 1992, prima alla Bertolini macchine agricole e poi alla cooperativa Giglio. In questi anni ha svolto attività sindacale come delegato nella CGIL. Negli anni '80 è stato tra i promotori del movimento dei lavoratori e delegati autoconvocati in difesa della scala mobile.

## Attività politica
Negli anni '70 la sua attività politica si svolge all'interno dei movimenti di sinistra extraparlamentari, mentre nei primi anni '80 si avvicina al Partito Comunista Italiano (PCI), entrando in contatto con gruppi di dissenso organizzati attorno alla rivista Interstampa e all'Associazione Culturale Marxista, aderendo quindi alla corrente filo-sovietica di Armando Cossutta.
Nella sua città, Reggio Emilia, è stato promotore della "Associazione Italia-Nicaragua" e dell'Associazione per la pace ed è inoltre stato il responsabile delle attività culturali e vicepresidente del circolo Antonio Gramsci. È stato quindi eletto consigliere comunale per il PCI nel comune di Bibbiano e nominato assessore alla cultura.
Nel 1991 ha contrastato la proposta di scioglimento del PCI, aderendo alla Mozione 3 ed è stato tra i fondatori del Partito della Rifondazione Comunista a Reggio Emilia e in Emilia-Romagna.
Nel 1993 è diventato segretario regionale del partito e nel 1995 è stato eletto nella segreteria nazionale, dove resterà fino al 2004, ricoprendo l'incarico di tesoriere nazionale (1995-2001).
Nel 1998, quando in un comitato politico nazionale di Rifondazione si decide se sfiduciare o no il primo Governo Prodi, Grassi e altri dirigenti lasciano la corrente del presidente del partito, Cossutta, contrari alla sua decisione di far votare al partito la fiducia all'esecutivo in carica. Così, mentre l'area di Cossutta si separa dal PRC in sostegno a Romano Prodi, costituendosi come Partito dei Comunisti Italiani, Grassi entra nella nuova maggioranza del segretario Fausto Bertinotti con la sua componente, chiamata "Essere comunisti".
Nel VI° congresso del partito bel 2005, sosterrà una propria mozione (la 2) in alternativa a quella del segretario, sostenendo la necessità di una pressione maggiore del partito sulla coalizione de L'Unione, oltre che per il contrasto con la revisione teorico-culturale di Bertinotti.
In occasione delle elezioni politiche del 2006, Grassi entra in Parlamento, eletto come senatore del PRC in Emilia-Romagna.
Nel 2008, in occasione delle elezioni politiche, Grassi è candidato alla Camera dei deputati nella lista La Sinistra l'Arcobaleno, ma non è eletto, a causa del pessimo risultato elettorale.
Al VII congresso nazionale del PRC (luglio 2008) è tra i co-firmatari della mozione numero 1 "Rifondazione Comunista in movimento Rilanciare il Partito, costruire l'unità a sinistra" assieme all'ex-ministro Paolo Ferrero. Il comitato politico nazionale del PRC il 13 settembre 2008 lo elegge nella segreteria nazionale, come responsabile organizzazione del partito.
Alle elezioni politiche del 2013, viene candidato alla Camera dei deputati, tra le liste di Rivoluzione Civile di Antonio Ingroia nella circoscrizione Emilia-Romagna, ma non viene eletto.
Nel 2016, assieme a una parte di quella che è la sua area politica, abbandona dopo 25 anni Rifondazione Comunista.
Nel 2017 è tra i fondatori di Sinistra Italiana, di cui diventa responsabile organizzazione della segreteria nazionale e successivamente presidente del partito.
Alle elezioni politiche del 2018 viene candidato alla Camera dei deputati per Liberi e Uguali, ma non viene eletto.
Il 1º giugno 2019, dopo le dimissioni di Nicola Fratoianni da segretario di Sinistra Italiana, Grassi viene nominato reggente in attesa del successivo congresso del partito, che poi nel febbraio 2021 elegge nuovamente Fratoianni alla segreteria.
Esce da Sinistra Italiana in contrasto con il segretario Fratoianni portando con sé un numeroso gruppo nel 2023 e fonda l'associazione “Il coraggio della Pace. Disarma".